# Ouratea superba
Ouratea superba är en tvåhjärtbladig växtart som beskrevs av Adolf Engler. Ouratea superba ingår i släktet Ouratea och familjen Ochnaceae. Inga underarter finns listade i Catalogue of Life.